# Acide laccaïque A
L'acide laccaïque A est l'un des cinq acides laccaïques, un groupe de dérivés de l'anthraquinone présent dans la 
gomme-laque, un colorant rouge produit par la cochenille Kerria lacca,, à l'instar de l'acide carminique et de l'acide kermésique. Le mélange des acides laccaïques A à E est également connu sous le nom de Natural Red 25.